# Щелевой растр

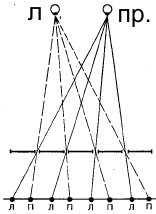
Принцип действия щелевого растра

Щелевой растр — светопоглощающий растр, сквозь который с разных точек видимы разные части растрированного изображения. Используется в разных видах автостереоскопии для сепарации одной или нескольких стереопар. Щелевой растр состоит из набора параллельных светонепроницаемых полос, размещённых на небольшом расстоянии от изображения, представляющего собой чередующиеся полосы разных частей стереопары. В итоге каждый из глаз наблюдателя может видеть только полосы своей части стереопары, в то время как полосы части, предназначенной для другого глаза, закрыты растром. По сравнению с лентикулярным растром, щелевой обладает более низкой световой эффективностью, поскольку часть светового потока задерживается. В то же время, такой растр технологичнее и более пригоден для экранов большого размера.

## Применения
Позволяет создавать на жидкокристаллических дисплеях стереоскопическое изображение без дополнительных приспособлений в виде очков или стереоскопов. Расположенный в передней части обычной LCD, он состоит из слоя материала с серией точных щелей, позволяя каждому глазу видеть соответствующий набор  пикселей, что создает ощущение объема с помощью эффекта  параллакса, аналогичный тому, что  лентикулярная печать производит для печатной продукции. Недостатком технологии является то, что зритель должен быть расположен в четко определенном месте, чтобы почувствовать стереоскопический эффект.
В дополнение к фильмам и компьютерным играм, этот метод нашел применение в таких областях, как молекулярное моделирование и обеспечение безопасности  аэропорта. Он также используется для навигационной системы в Range Rover модели 2010 года, позволяя водителю видеть, например, направление движения на GPS-навигаторе, а пассажиру смотреть фильм, а также используется в портативной игровой консоли Nintendo 3DS. Среди смартфонов применяется, например, в HTC EVO 3D, LG Optimus 3D и LG Optimus 3D MAX.